# Timoci Bavadra
Timoci Bavadra (ur. 22 września 1934 w Namoi w Lautoce, zm. 3 listopada 1989 w Lautoce) – fidżyjski lekarz i polityk, premier Fidżi w 1987.
W 1954 ukończył szkołę średnią, 1955-1960 studiował medycynę w Suvie, później pracował jako internista w różnych szpitalach. W 1969 otrzymał dyplom ze zdrowia publicznego na University of Otago (Nowa Zelandia), 1975-1985 działał w Fidżyjskim Stowarzyszeniu Medycznym, 1976-1980 pracował w ministerstwie zdrowia Fidżi, 1981-1985 był szefem Narodowego Komitetu Żywności i Żywienia Fidżi. W czerwcu 1985 został wybrany prezesem nowo założonej Partii Pracy Fidżi, a 28 listopada 1986 liderem koalicji. 13 kwietnia 1987 objął na miesiąc urząd premiera Fidżi, po czym został zdymisjonowany przez generalnego gubernatora Penaię Ganilau.